# Rhipidia (Rhipidia) megalopyga
Rhipidia (Rhipidia) megalopyga is een tweevleugelige uit de familie steltmuggen (Limoniidae). De soort komt voor in het Neotropisch gebied.